# Kalanchoe mandrarensis
Kalanchoe mandrarensis är en fetbladsväxtart som beskrevs av Jean-Henri Humbert. Kalanchoe mandrarensis ingår i släktet Kalanchoe och familjen fetbladsväxter. Inga underarter finns listade i Catalogue of Life.